# Primera División de Chipre 2020-21
La Primera División de Chipre 2020-21 fue la 82.ª edición de la Primera División de Chipre, el máximo evento del fútbol profesional. La temporada comenzó el 21 de agosto de 2020 y terminó el 29 de mayo de 2021.

## Ascensos y descensos
| Pos.    | de la Primera División de Chipre 2019-20 |
| ------- | ---------------------------------------- |
| No hubo |                                          |

| Pos. | de Segunda División de Chipre 2019-20 |
| ---- | ------------------------------------- |
| 1.º  | Ermis Aradippou                       |
| 2.º  | Karmiotissa Polemidion                |

## Sistema de competición
Los catorce equipos participantes jugaron entre sí todos contra todos dos veces totalizando 26 partidos cada uno, al término de la fecha 26 los seis primeros clasificados pasaron a integrar el Grupo campeonato, los ocho últimos clasificados integraron el Grupo descenso.

## Equipos participantes
| Club                   | Ciudad         | Estadio                          | Capacidad |
| ---------------------- | -------------- | -------------------------------- | --------- |
| AEK Larnaca            | Larnaca        | AEK Arena                        | 7.400     |
| AEL Limassol           | Limassol       | Estadio Tsirio                   | 13.331    |
| Anorthosis Famagusta   | Larnaca        | Estadio Antonis Papadopoulos     | 10.230    |
| APOEL Nicosia          | Nicosia        | Estadio GSP                      | 22.859    |
| Apollon Limassol       | Limassol       | Estadio Tsirio                   | 13.331    |
| Doxa Katokopias        | Katokopia      | Estadio Ammochostos              | 5.500     |
| Enosis                 | Paralimni      | Estadio Paralimni                | 5.800     |
| Ermis Aradippou        | Aradippou      | Estadio Aradippou                | 2.500     |
| Ethnikos Achnas        | Achna          | Estadio Dasaki                   | 7.000     |
| Karmiotissa Polemidion | Pano Polemidia | Estadio Municipal Pano Poledimia | 1.500     |
| Nea Salamina Famagusta | Larnaca        | Ammochostos Stadium              | 5.500     |
| Olympiakos Nicosia     | Nicosia        | Estadio Makario                  | 16.000    |
| Omonia Nicosia         | Nicosia        | GSP Stadium                      | 22.859    |
| Pafos                  | Pafos          | Estadio Pafiako                  | 9.394     |

## Temporada regular

### Tabla de posiciones
| Pos. | Equipo                 | Pts. | PJ | G  | E | P  | GF | GC | Dif. | Clasificación 2020–21 |
| ---- | ---------------------- | ---- | -- | -- | - | -- | -- | -- | ---- | --------------------- |
| 1    | Omonia Nicosia         | 56   | 26 | 16 | 8 | 2  | 43 | 13 | +30  | Grupo Campeonato      |
| 2    | AEL Limassol           | 55   | 26 | 17 | 4 | 5  | 45 | 23 | +22  | Grupo Campeonato      |
| 3    | Apollon Limassol       | 54   | 26 | 16 | 6 | 4  | 53 | 22 | +31  | Grupo Campeonato      |
| 4    | Anorthosis Famagusta   | 51   | 26 | 15 | 6 | 5  | 37 | 21 | +16  | Grupo Campeonato      |
| 5    | AEK Larnaca            | 41   | 26 | 12 | 5 | 9  | 36 | 25 | +11  | Grupo Campeonato      |
| 6    | Olympiakos Nicosia     | 34   | 26 | 10 | 4 | 12 | 26 | 38 | −12  | Grupo Campeonato      |
| 7    | Pafos                  | 32   | 26 | 8  | 8 | 10 | 30 | 27 | +3   | Grupo Descenso        |
| 8    | APOEL Nicosia          | 30   | 26 | 8  | 6 | 12 | 27 | 31 | −4   | Grupo Descenso        |
| 9    | Doxa Katokopias        | 30   | 26 | 7  | 9 | 10 | 24 | 32 | −8   | Grupo Descenso        |
| 10   | Nea Salamina Famagusta | 29   | 26 | 8  | 5 | 13 | 29 | 38 | −9   | Grupo Descenso        |
| 11   | Enosis Neon Paralimni  | 24   | 26 | 6  | 6 | 14 | 21 | 38 | −17  | Grupo Descenso        |
| 12   | Ermis Aradippou        | 24   | 26 | 5  | 9 | 12 | 16 | 36 | −20  | Grupo Descenso        |
| 13   | Ethnikos Achnas        | 22   | 26 | 5  | 7 | 14 | 20 | 43 | −23  | Grupo Descenso        |
| 14   | Karmiotissa Polemidion | 18   | 26 | 3  | 9 | 14 | 22 | 45 | −23  | Grupo Descenso        |

Actualizado a los partidos jugados el 22 de febrero de 2021.
 Fuente: Soccerway
Notas:
1. 1 2  Puntos cara a cara: APOEL Nicosia 3 (+1), Doxa Katokopias 3 (−1).
2. 1 2  Puntos cara a cara: Enosis Neon Paralimni 4, Ermis Aradippou 1.

### Tabla de resultados cruzados
| Local \ Visitante      | AEK | AEL | ANO | APO | APL | DOX | ENO | ERM | ETH | KAR | NEA | OLY | OMO | PAF |
| ---------------------- | --- | --- | --- | --- | --- | --- | --- | --- | --- | --- | --- | --- | --- | --- |
| AEK Larnaca            | —   | 2–1 | 0–0 | 3–0 | 1–2 | 2–0 | 1–2 | 3–1 | 3–1 | 1–0 | 1–0 | 4–0 | 0–3 | 0–0 |
| AEL Limassol           | 3–1 | —   | 1–0 | 2–0 | 2–1 | 3–1 | 4–1 | 2–1 | 5–0 | 3–1 | 2–1 | 3–0 | 1–1 | 1–0 |
| Anorthosis Famagusta   | 1–0 | 0–0 | —   | 2–0 | 1–3 | 1–0 | 4–2 | 3–1 | 1–0 | 2–1 | 2–0 | 2–0 | 1–1 | 1–0 |
| APOEL Nicosia          | 1–1 | 1–0 | 0–0 | —   | 1–1 | 2–0 | 0–2 | 3–0 | 2–3 | 2–2 | 3–1 | 0–1 | 0–3 | 0–1 |
| Apollon Limassol       | 3–0 | 1–2 | 3–2 | 1–0 | —   | 1–1 | 2–1 | 4–0 | 2–1 | 1–2 | 3–0 | 2–1 | 0–0 | 1–0 |
| Doxa Katokopias        | 0–0 | 1–2 | 2–1 | 2–1 | 0–1 | —   | 1–0 | 0–0 | 2–1 | 3–3 | 2–0 | 1–1 | 0–3 | 0–0 |
| Enosis Neon Paralimni  | 2–1 | 1–0 | 1–2 | 0–2 | 1–5 | 0–0 | —   | 1–0 | 0–0 | 2–2 | 1–3 | 1–2 | 0–1 | 0–0 |
| Ermis Aradippou        | 0–2 | 2–2 | 1–1 | 0–0 | 0–6 | 2–1 | 1–1 | —   | 0–0 | 2–0 | 1–2 | 0–1 | 0–2 | 1–1 |
| Ethnikos Achnas        | 0–3 | 1–2 | 0–1 | 0–0 | 1–4 | 0–1 | 2–0 | 0–2 | —   | 2–1 | 1–1 | 1–3 | 1–2 | 2–1 |
| Karmiotissa Polemidion | 0–0 | 0–1 | 1–1 | 1–0 | 1–1 | 1–1 | 2–1 | 0–1 | 1–1 | —   | 0–1 | 0–3 | 1–5 | 0–0 |
| Nea Salamina Famagusta | 1–2 | 1–1 | 1–4 | 0–3 | 1–1 | 4–3 | 2–0 | 0–1 | 1–1 | 4–0 | —   | 1–2 | 2–1 | 2–0 |
| Olympiakos Nicosia     | 1–0 | 1–2 | 0–3 | 2–3 | 0–1 | 1–2 | 0–1 | 0–0 | 1–2 | 3–2 | 0–0 | —   | 1–0 | 2–1 |
| Omonia Nicosia         | 2–1 | 3–0 | 3–0 | 1–0 | 2–1 | 0–0 | 0–0 | 0–0 | 2–0 | 1–0 | 2–0 | 1–1 | —   | 2–1 |
| Pafos                  | 1–4 | 1–0 | 0–1 | 2–3 | 1–1 | 2–0 | 2–1 | 3–1 | 2–2 | 3–0 | 1–0 | 5–0 | 2–2 | —   |

## Ronda por el campeonato
| Pos. | Equipo               | Pts. | PJ | G  | E  | P  | GF | GC | Dif. | Clasificación 2021–22                       |
| ---- | -------------------- | ---- | -- | -- | -- | -- | -- | -- | ---- | ------------------------------------------- |
| 1    | Omonia Nicosia (C)   | 79   | 36 | 23 | 10 | 3  | 56 | 17 | +39  | Primera ronda de la Liga de Campeones       |
| 2    | Apollon Limassol     | 74   | 36 | 21 | 11 | 4  | 68 | 30 | +38  | Segunda ronda de la Liga Europa Conferencia |
| 3    | AEL Limassol         | 68   | 36 | 21 | 5  | 10 | 58 | 34 | +24  | Segunda ronda de la Liga Europa Conferencia |
| 4    | Anorthosis Famagusta | 57   | 36 | 16 | 9  | 11 | 43 | 36 | +7   |                                             |
| 5    | AEK Larnaca          | 50   | 36 | 15 | 5  | 16 | 44 | 40 | +4   |                                             |
| 6    | Olympiakos Nicosia   | 47   | 36 | 14 | 5  | 17 | 38 | 51 | −13  |                                             |

Actualizado a los partidos jugados el 10 de mayo de 2021.
 Fuente: Soccerway

### Tabla de resultados cruzados
| Local \ Visitante    | AEK | AEL | ANO | APL | OLY | OMO |
| -------------------- | --- | --- | --- | --- | --- | --- |
| AEK Larnaca          | —   | 0–1 | 2–1 | 0–2 | 2–1 | 0–1 |
| AEL Limassol         | 3–0 | —   | 1–2 | 1–2 | 2–0 | 1–2 |
| Anorthosis Famagusta | 0–2 | 1–2 | —   | 2–2 | 0–2 | 0–2 |
| Apollon Limassol     | 3–1 | 0–0 | 1–1 | —   | 2–2 | 1–0 |
| Olympiakos Nicosia   | 2–1 | 2–1 | 2–0 | 0–2 | —   | 0–1 |
| Omonia Nicosia       | 1–0 | 2–1 | 0–0 | 1–1 | 2–0 | —   |

## Ronda por la permanencia
| Pos. | Equipo                     | Pts. | PJ | G  | E  | P  | GF | GC | Dif. | Clasificación 2021–22                         |
| ---- | -------------------------- | ---- | -- | -- | -- | -- | -- | -- | ---- | --------------------------------------------- |
| 1    | Pafos                      | 63   | 40 | 18 | 9  | 13 | 58 | 38 | +20  |                                               |
| 2    | APOEL Nicosia              | 60   | 40 | 17 | 9  | 14 | 48 | 39 | +9   |                                               |
| 3    | Ethnikos Achnas            | 52   | 40 | 14 | 10 | 16 | 48 | 56 | −8   |                                               |
| 4    | Doxa Katokopias            | 51   | 40 | 13 | 12 | 15 | 46 | 43 | +3   |                                               |
| 5    | Nea Salamina Famagusta (D) | 43   | 40 | 11 | 10 | 19 | 48 | 61 | −13  | Descenso a Segunda División de Chipre 2021-22 |
| 6    | Ermis Aradippou (D)        | 38   | 40 | 9  | 11 | 20 | 40 | 61 | −21  | Descenso a Segunda División de Chipre 2021-22 |
| 7    | Enosis Neon Paralimni (D)  | 34   | 40 | 8  | 10 | 22 | 35 | 61 | −26  | Descenso a Segunda División de Chipre 2021-22 |
| 8    | Karmiotissa Polemidion (D) | 24   | 40 | 4  | 12 | 24 | 36 | 98 | −62  | Descenso a Segunda División de Chipre 2021-22 |

Actualizado a los partidos jugados el 29 de mayo de 2021.
 Fuente: Soccerway

### Tabla de resultados cruzados
| Local \ Visitante      | APO | DOX | ENO | ERM | ETH | KAR | NEA | PAF |
| ---------------------- | --- | --- | --- | --- | --- | --- | --- | --- |
| APOEL Nicosia          | —   | 1–0 | 1–0 | 2–0 | 2–0 | 2–0 | 0–0 | 0–1 |
| Doxa Katokopias        | 1–2 | —   | 1–0 | 1–1 | 0–1 | 6–1 | 0–0 | 1–0 |
| Enosis Neon Paralimni  | 0–1 | 0–0 | —   | 0–1 | 1–1 | 1–1 | 3–3 | 2–1 |
| Ermis Aradippou        | 2–0 | 0–1 | 4–2 | —   | 1–2 | 7–1 | 1–2 | 1–2 |
| Ethnikos Achnas        | 1–1 | 2–1 | 1–0 | 2–0 | —   | 5–0 | 2–2 | 0–2 |
| Karmiotissa Polemidion | 1–6 | 0–5 | 4–2 | 2–2 | 2–4 | —   | 0–4 | 0–6 |
| Nea Salamina Famagusta | 1–2 | 1–4 | 1–2 | 3–1 | 0–2 | 1–1 | —   | 1–2 |
| Pafos                  | 1–1 | 2–1 | 2–0 | 3–1 | 1–2 | 2–1 | 3–0 | —   |